# 馬自達Lantis
馬自達Lantis（日语：マツダ・ランティス）是1990年代由日本馬自達汽車公司生產發售的緊湊型轎車，區分成五門掀背車與四門轎車等車型。 

## 概要
繼馬自達323 Astina在歐洲地區一砲而紅之後，馬自達推出這部後繼車款。香港版車名維持馬自達323 Astina，歐洲版也繼續叫作馬自達323F，不過日本地區則改稱馬自達Lantis（（日語）マツダ・ランティス）。此外，在拉丁美洲也見得到其蹤跡，比如在智利叫馬自達Artis，在哥倫比亞叫馬自達Allegro HB（hatchback縮寫成「HB」，掀背車之意）。車名「Lantis」之語源來自拉丁文的「latens curtis」，意思是「秘密之城」，代表這款車深不可測。

## 歷史
1993年9月正式在日本發售，共分成五門掀背車（但原廠以奇怪的「4-door coupé」稱呼）、三門掀背車和四門轎車三種型式，底盤平台為和Eunos 500相同的CB平台。動力來源為1.8L直列四缸BP型引擎、2.0L V型六缸KF型引擎兩種。2.0L的引擎雖然與Cronos屬於同一顆，但重新調校過進、排氣行程後，馬力提升10ps達到170ps。當時日本《Car Graphic汽車雜誌》替2.0L自然進氣引擎版的Lantis測試0至400公尺加速，只耗費16.0秒，創下該雜誌創刊以來同類引擎的最佳紀錄。
不過由於其獨特的車身外型設計，加上馬自達推行多品牌策略失敗而導致品牌形象不佳，在日本國內只維持至1997年8月就被迫停產，該地區總計出售了43,300部左右。但是其他國家地區仍繼續銷售，譬如歐洲和香港。在香港推出了1.5L直列四缸Z5-DE型和1.8L直列四缸BP-ZE型兩種引擎版本，前者由福特所供應。

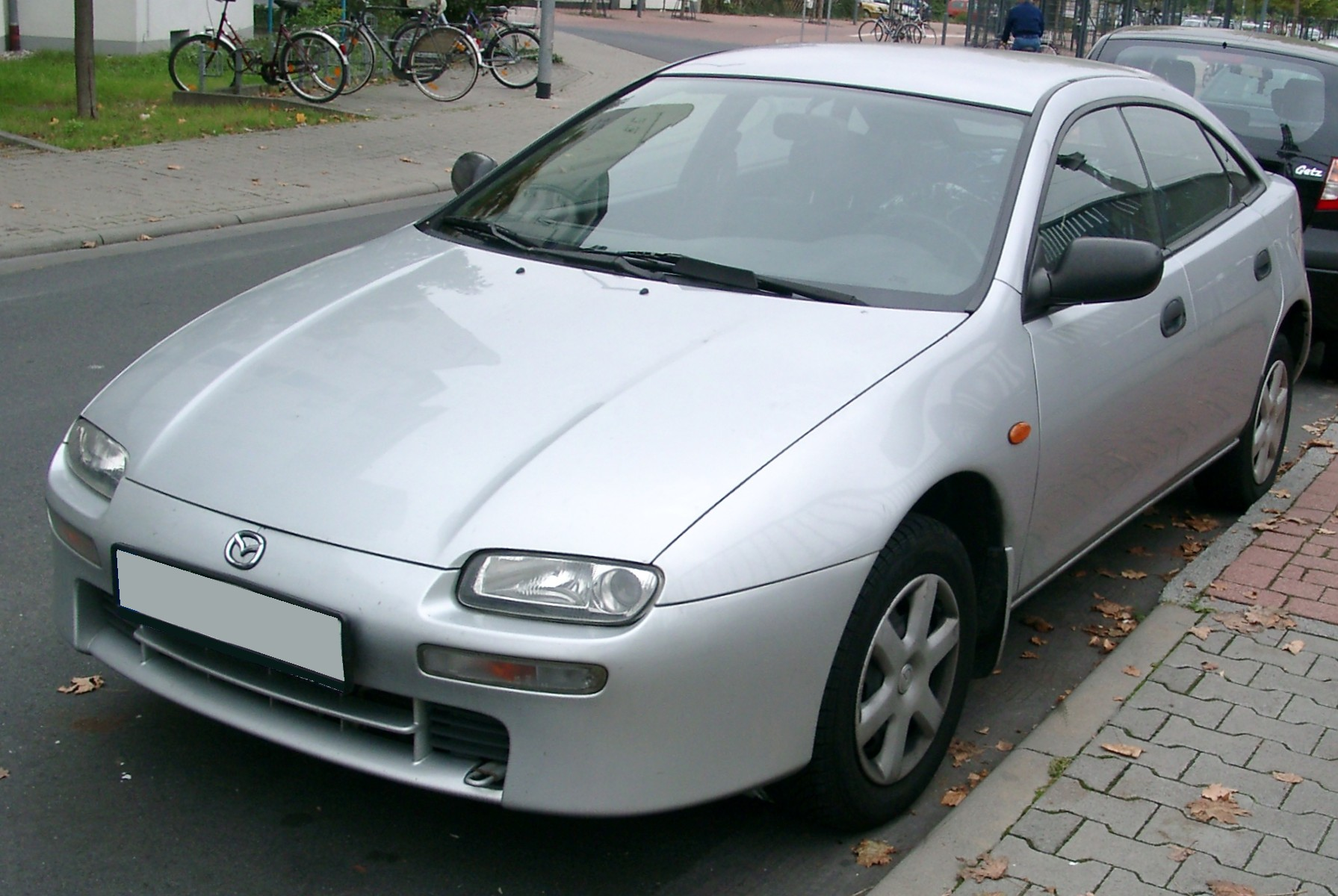
馬自達323F車頭（歐規前期型）
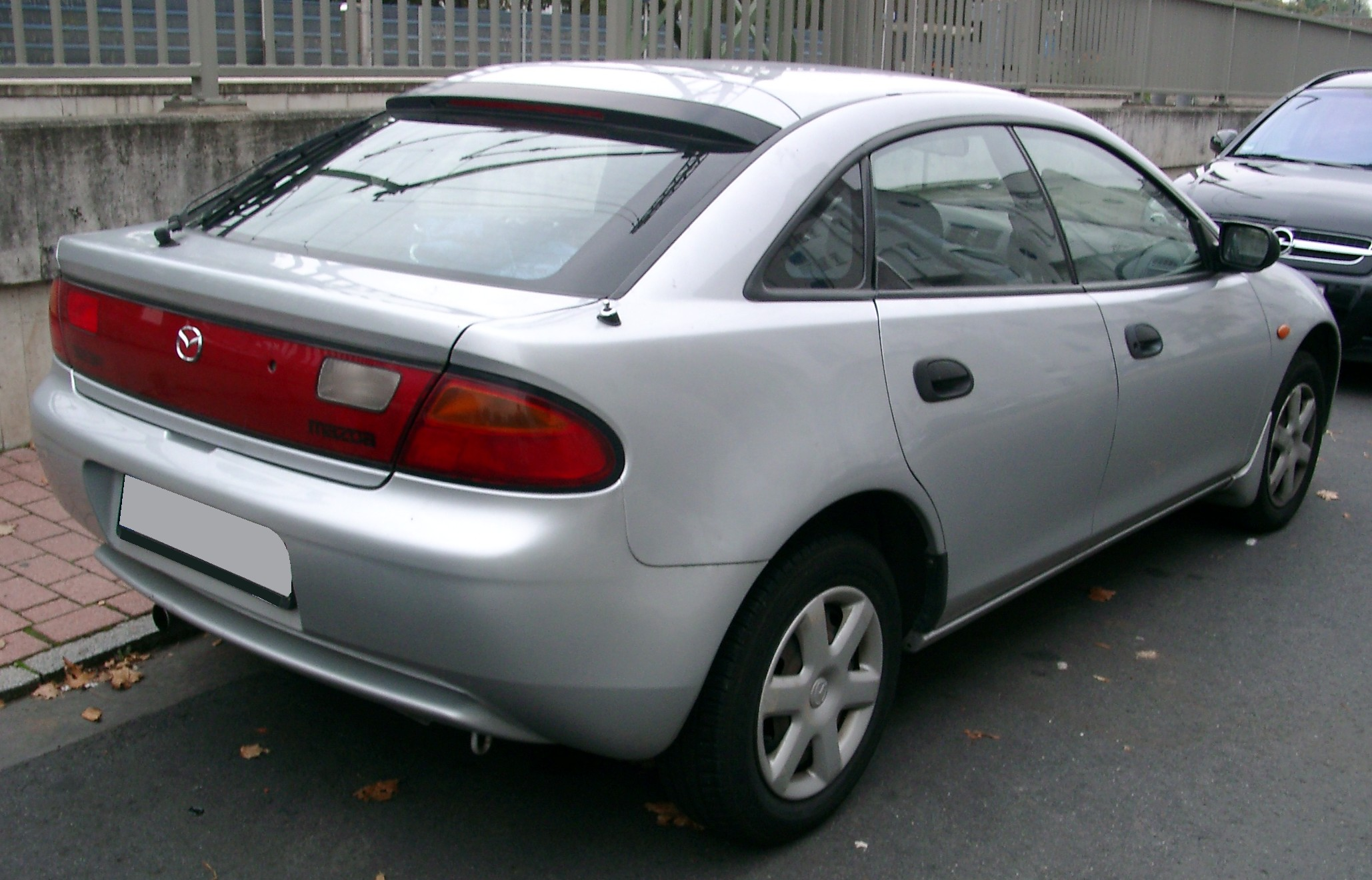
馬自達323F車尾（歐規前期型）
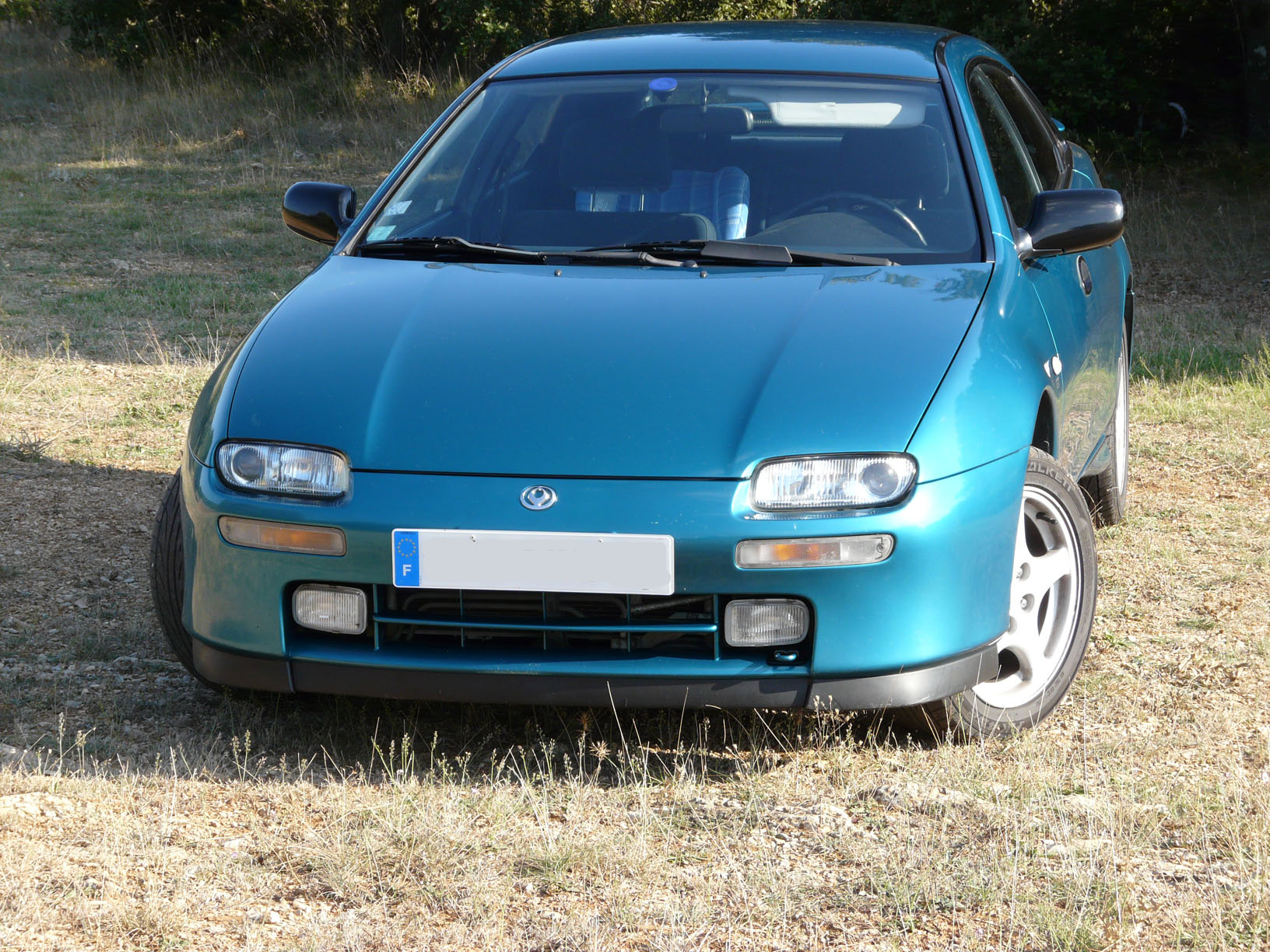
馬自達323F車頭（歐規前期型）
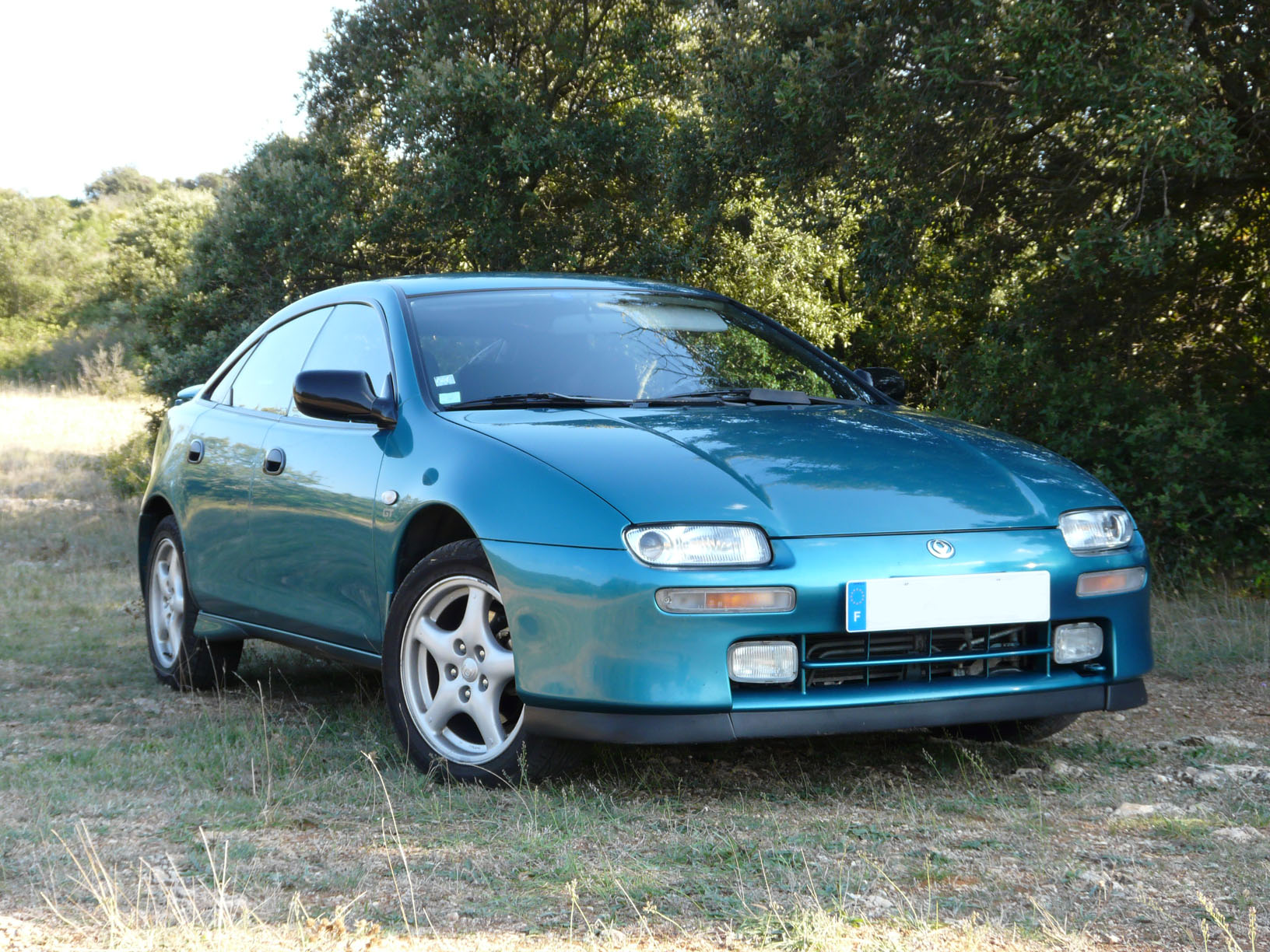
車頭另一角度
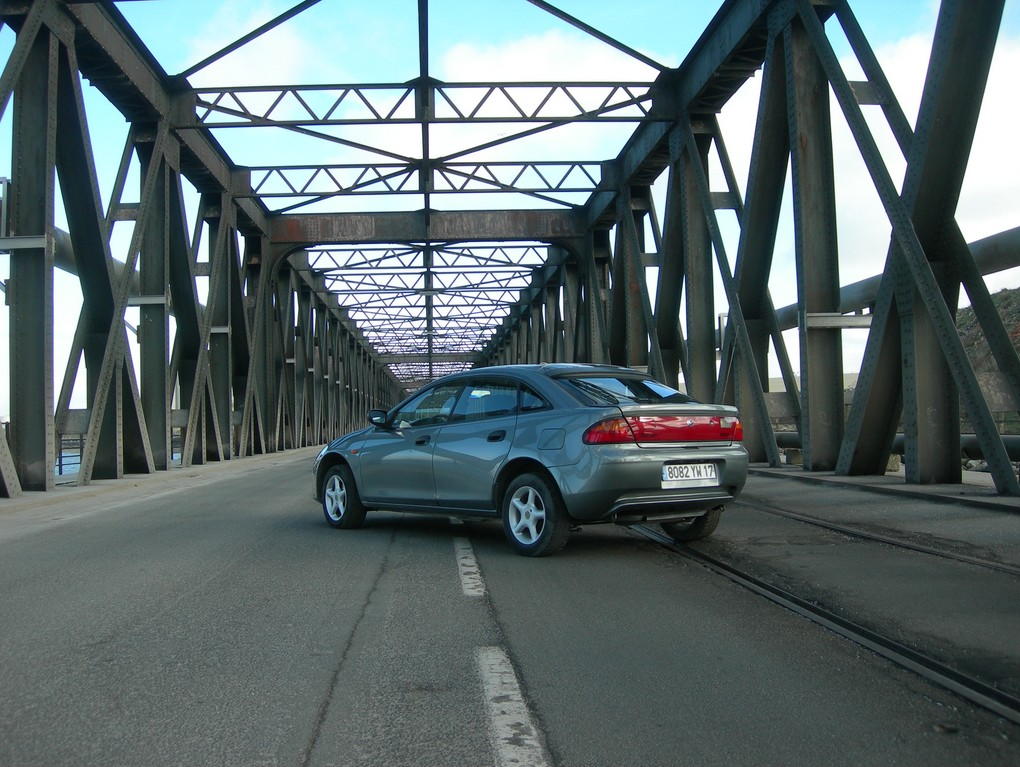
馬自達323F車尾（歐規後期型）

## 外部連結
- （日語）Gazoo.com - 1989年 マツダ ファミリア アスティナ